# Günter Wand
Günter Wand (Elberfeld, 7 gennaio 1912 – Ulmiz, comune Köniz, 14 febbraio 2002) è stato un direttore d'orchestra e compositore tedesco, particolarmente famoso per l'interpretazione delle sinfonie di Anton Bruckner con l'Orchestra Sinfonica della Norddeutscher Rundfunk e i Berliner Philharmoniker.

## Biografia
Inizia gli studi a Wuppertal, Allenstein e Detmold, per poi trasferirsi al Conservatorio di Colonia, dove ha per maestri Philipp Jarnach per la composizione e Paul Baumgartner per il pianoforte. Fu studente di Franz von Hoesslin a Monaco di Baviera per la direzione d'orchestra, ma in questa disciplina era da considerare come un autodidatta.
Iniziò la carriera di direttore d'orchestra al Teatro dell'Opera di Colonia nel 1939. Dopo la Seconda Guerra Mondiale fu nominato GMD (General Musik Director), del Teatro e della Gürzenich Orchestra, posizione che mantenne fino al 1974. Nel 1948 iniziò ad insegnare Direzione d'orchestra alla MusikHochSchule di Colonia.
Agli inizi degli anni 50 cominciarono diverse collaborazioni come Direttore ospite di diverse orchestre, incluse la London Symphony Orchestra nel 1951, la WDR Sinfonieorchester di Colonia e i Münchner Philharmoniker.
Dopo alcune registrazioni di Mozart, Haydn e Beethoven, non effettuò registrazioni discografiche per oltre vent'anni, escludendo la sua apparizione sul podio dei Wiener Philharmoniker per la Decca, accompagnando Wilhelm Backhaus nel Concerto per Pianoforte di Schumann (unica registrazione con questa orchestra). Successivamente, negli anni 70 e 80, registrò l'integrale delle sinfonie di Schubert e Bruckner con la WDR Sinfonieorchester di Colonia.
Nel 1982 divenne Direttore Musicale della NDR Elbphilharmonie Orchester di Amburgo. Con questa formazione registrò l'integrale delle sinfonie di Beethoven e Brahms, così come composizioni di Mozart, Tchaikovsky, Debussy, Schubert e Schumann. Registrò nuovamente anche le sinfonie di Bruckner dalla 3' alla 9'.
Nel gennaio del 1982 Wand diresse per la prima volta la BBC Symphony Orchestra di Londra e lo stesso anno ne fu nominato Direttore Musicale. Era famoso per la quantità di prove che richiedeva per i suoi concerti londinesi, dalle 5 alle 8 prove per programma. Per la sua prima apparizione con un'orchestra americana, la Chicago Symphony Orchestra nel 1989, chiese ed ottenne 11 ore di prova. La Prima sinfonia di Brahms, presente in quel programma, fu registrata.
Le vette più alte dei suoi ultimi anni di carriera furono le apparizioni come Direttore ospite dei Berliner Philharmoniker dove diresse l'Ottava (Incompiuta) e la Nona (Grande) di Schubert nel 1995, la Quinta (nel 1996), la Quarta e la Nona (nel 1998), la Settima (nel 1999) e l'Ottava (nel 2001) di Bruckner.
Come direttore, Wand fu un convinto difensore della fedeltà al testo, mirando ad eseguire le partiture esattamente come scritte. La sua attività artistica è stata contrassegnata dalla semplice adesione al testo delle partiture.
Quando era un giovane direttore, un giornalista gli chiese come aveva intenzione di interpretare la Nona sinfonia di Beethoven, se come Toscanini oppure come Furtwängler. Wand rispose laconicamente: "Come Beethoven".
Negli ultimi anni, Wand limitò il suo repertorio alle sinfonie di Bruckner (che non aveva mai diretto nei suoi primi 60 anni di vita), Schubert, Brahms, Beethoven e Mozart. Comunque, all'inizio della sua carriera, fu un interprete devoto della musica contemporanea, dirigendo compositori come Frank Martin, György Ligeti, Edgard Varèse, Olivier Messiaen e Bernd Alois Zimmermann.
Wand riteneva Bruckner "il più importante sinfonista dopo Beethoven". Il suo biografo, Wolfgang Seifert, afferma che "non è una esagerazione affermare che Wand ha dato un contributo indispensabile alla conoscenza di Bruckner nel nostro tempo".
Durante la sua carriera di Direttore d'orchestra, durata oltre 65 anni, Wand ha ricevuto diversi riconoscimenti importanti, incluso il German Record Award (premio della Critica tedesca), l'Echo e due volte il Diapason d'Or, per le sue registrazioni di Schubert e Bruckner con i Berliner Philharmoniker. Nel 1996 gli è stato conferita la Medaglia Hans von Bülow, premio piuttosto raro.